# 南街街道 (安顺市)
南街街道，是中华人民共和国贵州省安顺市西秀区下辖的一个乡镇级行政单位。

## 行政区划
南街街道下辖以下地区：
塔东社区、南华社区、塔西社区、塔山社区和图书社区。